# 거미강
거미강(Arachnida)은 절지동물, 협각아문에 속하는 하위 분류이다. 주형강(蛛形綱)이라고도 한다. 51,000여 종의 거미를 포함하여, 약 11만여 종으로 이루어져 있다. 몸은 머리가슴과 배의 두 부분으로 나뉘며 날개나 촉각, 겹눈이 없고 네 쌍의 다리를 가지고 있다. 기관이나 책허파(서폐)로 호흡한다. 거미류는 거미·전갈·응애·진드기 등이 속하는 동물군으로서, 절지동물 중에서 곤충류와 갑각류 다음으로 수가 많은 동물군이다. 대부분 육지에 살지만 진드기류나 거미류 중에는 2차적으로 이동하여 민물이나 바다에서 사는 것들도 있다.

## 특징
촉각이 없고 입의 구조가 다른 절지동물과 다르기 때문에 곤충류·갑각류·다지류와 크게 구별된다. 거미·전갈·응애·진드기·의갈·깡충거미·별연두꼬마거미·검정과부거미·살밭이게거미·호랑거미·갈거미·꽃거미·큰새똥거미·쇠꼬리거미·얼룩줄 거미 등이 여기에 속한다.
거미류는 음식물로 이용되는 종류가 거의 없기 때문에 인간과 별로 관계가 없다고 생각되기 쉬우나, 기생성의 진드기류나 독샘을 가지고 가끔 인간에게 피해를 주는 전갈이나 거미류는 직접적인 관계가 있다. 또, 농작물의 해충이나 병원체를 매개하는 진드기류나, 반대로 농작물의 해충을 잡아먹거나 그것에 기생하는 등 중요한 역할을 하는 거미류·진드기류 등은 인간과 깊은 관계를 가지고 있다.

## 하위 분류
- 무편목 (Amblypygi)
- 거미목 (Araneae)
- 통거미목 (Opiliones) = 소경거미목, 장님거미목, 맹주목
- 수각목 (Palpigradi)
- 의갈목 (Pseudoscorpionida) = 앉은뱅이목
- 절복목 (Ricinulei)
- 단미목 (Schizomida)
- 전갈목 (Scorpiones)
- 피일목 (Solifugae) = 낙타거미목
- 미갈목 (Uropygi) - 식초전갈(채찍전갈)
- 진드기아강 (Acari)
  - 기생진드기상목 (Parasitiformes) 또는 단모류(單毛類)
    - 배기문진드기목 (Opilioacariformes) 또는 배기문아목(背氣門亞目, Notostigmata) - 작은진드기(또는 좀진드기) 또는 응애(mites)
    - 사기문진드기목 (Holothyrida) 또는 사기문아목(四氣門亞目, Tetastigmata) - 작은진드기(또는 좀진드기) 또는 응애(mites)
    - 후기문진드기목 (Ixodida) 또는 후기문아목(後氣門亞目, Metastigmata) - 큰진드기 또는 진드기(ticks)
    - 중기문진드기목 (Mesostigmata) 또는 중기문아목(中氣門亞目, Mesostigmata 또는 Gamasida) - 작은진드기(또는 좀진드기) 또는 응애(mites)

  - 진드기상목 (Acariformes) 또는 복모류(複毛類)
    - 털진드기목 (Trombidiformes)
      - Sphaerolichida
      - 전기문아목 (前氣門亞目, Prostigmata 또는 Actinedida) - 작은진드기(또는 좀진드기) 또는 응애(mites)

    - 옴진드기목 (Sarcoptiformes)
      - Endeostigmata
      - 은기문아목 (隱氣門亞目, Oribatida 또는 Cryptostigmata) - 작은진드기(또는 좀진드기) 또는 응애(mites)
      - 무기문아목 (無氣門亞目, Acaridida 또는 Astigmata) - 작은진드기(또는 좀진드기) 또는 응애(mites)

## 같이 보기
- 거미 공포증